# (5599) 1991 SG1
1991 أس جي 1 (ويعرف أيضًا باسم (5599) 1991 أس جي 1 وفق تسمية الكوكب الصغير) (بالإنجليزية: 1991 SG1)‏ هو كويكب ضمن حزام الكويكبات؛ وترتيبه 5599 من حيث الاكتشاف.
اكتُشف هذا الجُرم الفلكي بواسطة هيروشي كانيدا في 29 سبتمبر 1991.

## وصلات خارجية
- (5599) 1991 SG1 في قاعدة بيانات مختبر الدفع النفاث لأجرام النظام الشمسي الصغيرة

- الاكتشاف · مخطط المدار ·  العناصر المدارية · المعلمات المادية

- (5599) 1991 SG1 على موقع ويكي سكاي: DSS2, SDSS, GALEX, IRAS, Hydrogen α, X-Ray, Astrophoto, Sky Map, Articles and images